# Corollospora gracilis
Corollospora gracilis är en svampart som beskrevs av Nakagiri & Tokura 1988. Corollospora gracilis ingår i släktet Corollospora och familjen Halosphaeriaceae.   Inga underarter finns listade i Catalogue of Life.